# 細川綱利
細川 綱利（ほそかわ つなとし）は、江戸時代前期から中期にかけての大名。肥後国熊本藩3代藩主。熊本藩細川家4代。
吉田司家を肥後に招き、当時衰退していた相撲道を後援したことや、水前寺成趣園を拡大整備したこと、元禄赤穂事件後に大石良雄ら赤穂義士を預かり歓待したことで知られる。また、武芸者を多数召し抱えるなどで、藩財政を悪化させ莫大な債務を残した。

## 生涯
2代藩主・細川光尚（光利）の長男として誕生した。
正保2年（1645年）11月11日、3代将軍徳川家光に初御目見する。慶安2年（1649年）12月28日に父・光尚が死去したが、六丸こと綱利は6歳と幼かったため、通常であれば細川家は改易されかねないところであった。しかし光尚が、幕府に対して肥後領地返上の遺言をしたためており、徳川家の覚えがめでたかったことと、細川家臣の懸命の奔走もあって、綱利へ相続させるべきか否か幕府内で議論された。結局、慶安3年（1650年）4月18日に綱利への相続が認められたが、領地の支配は幕府目付と親戚の小笠原忠真（豊前国小倉藩主）の監督を受けた。承応2年（1653年）12月11日に4代将軍徳川家綱から偏諱を受け、父の旧名の一字と組み合わせて、綱利と改名した。また従四位下侍従・越中守に叙任した。
寛文2年（1662年）3月には弟利重に5,000石を分与し、さらに寛文6年（1666年）7月には新田3万5,000石を内分支給する形で江戸鉄砲洲に定府の熊本新田藩を立藩させた。
寛文3年（1663年）6月、正室・犬姫と結婚した。元禄9年（1696年）11月5日、左近衛権少将の官位を加えられた。また元禄10年（1697年）6月、熊本新田藩主利昌の弟（綱利の甥）利武に5,000石を分与した。
宝永3年（1706年）4月、嫡男の吉利が死去したため、利武（宣紀と改名する）を養子に迎える願いを出し、宝永5年（1708年）1月に認められた。
正徳2年（1712年）7月11日に隠居した。正徳4年（1714年）11月13日に死去した。享年72。熊本の護国山妙解寺に葬られた。

## 細川血達磨
元禄11年（1698年）年9月6日、中堂火事で江戸城に近い上屋敷が炎焼、大川友右衛門は切腹して主家の重宝だった掛軸をみずからの腹中に収め、命にかえてみごと守り通した。大川の死後、綱利はその掛軸を焼失を免れた表座敷に飾り、来客に披露したという。
綱利と大川が男色関係にあったともされ、講談『細川血達磨』として読みが行なわれている。大谷日出夫の主演で映画化もされた。なお、明暦の大火の時とする説もあるが、綱利はまだ14歳である。

## 赤穂浪士お預かり
元禄15年（1702年）12月15日早朝、吉良義央を討ち取って吉良邸を出た赤穂46士は、大目付仙石久尚に自首しに向かった吉田兼亮・富森正因の2名と別れて、他は主君浅野長矩の眠る高輪泉岳寺へ向かった。仙石は吉田と富森の話を聞いてすぐに登城し、幕閣に報告、幕府で対応が協議された。
一方、細川綱利はこの日、例日のために江戸城に登城していた。この際に老中稲葉正通より、大石良雄始め赤穂浪士17人のお預かりを命じられた。さっそく綱利は家臣の藤崎作右衛門を伝令として細川家上屋敷へ戻らせた。この伝令を受けた細川家家老三宅藤兵衛は、始め泉岳寺で受け取りと思い込み、泉岳寺に近い白金の中屋敷に家臣たちを移し、受け取りの準備を始めた。しかし、その後、46士は大目付仙石久尚の屋敷にいるという報告が入ったので、急遽仙石邸に向かった。三宅率いる受け取りの軍勢の総数は847人。彼等は、午後10時過ぎ頃に仙石邸に到着し、17人の浪士を1人ずつ身体検査してから駕籠に乗せて、午前2時過ぎ頃に細川家の白金下屋敷に到着した。浪士達の中に怪我人がおり、傷にさわらないようゆっくり輸送したため時間がかかったと『堀内伝右衛門覚書』にある（山吉盛侍に斬られた近松行重のことであろう）。
この間、綱利は義士たちを一目見たいと、到着を待ちわびて寝ずに待っていた。17士の到着後、すぐに綱利自らが出てきて大石良雄と対面した。さらに綱利は、すぐに義士達に二汁五菜の料理、菓子、茶などを出すように命じる。預かり人の部屋とは思えぬ庭に面した部屋を義士達に与え、風呂は毎回、湯を入れ替え、「湯がやわらかくなるから」と全員をまとめて入れた。「洗濯ものが庭先に干してあるのは見苦しい」として下帯も週に二度は与えた。後日には老中の許可を得て酒やたばこも振舞った。さらに毎日の料理も全てが御馳走であり、大石らから贅沢すぎるので、普通の食事にしてほしいと嘆願されたほどであった。
綱利は義士達にすっかり感銘しており、幕府に助命を嘆願し、またもしも助命があれば預かっている者全員をそのまま細川家で召し抱えたい旨の希望まで出している。また12月18日と12月24日の2度にわたって、自ら愛宕山に赴いて義士達の助命祈願までしており、この祈願が叶うようにと綱利はお預かりの間は精進料理しかとらなかったという、凄まじい義士への熱狂ぶりであった。
このような細川家の義士たちに対する厚遇は、江戸の庶民から称賛を受けたようで「細川の 水の（水野）流れは清けれど ただ大海（毛利甲斐守）の沖（松平隠岐守）ぞ濁れる」と狂歌からも窺われる。これは細川家と水野家が義士を厚遇したことを称賛し、毛利家と松平家が待遇が良くなかったことを批判したものである。しかし、実際には水野家では義士を「九人のやから」と呼び、「寒気強く候につき臥具増やす冪あり申せども、その儀に及ばず初めの儘にて罷りあり」とまるで人間扱いしない薄情な記述がある。（『水野家御預記録』）
細川邸では、潮田や両大石（良雄・信清）らは、羽目を外して夜に狂言踊りなどをして騒ぎ、提供された酒を、様子を見に来た堀内にたらふく飲ませて酩酊させたりしている。最後の日には堀内が酒の肴や煙草、下戸向けの茶や菓子を出さなかったので義士たちから文句が出た。堀内は「忘れた」と言って出そうとしなかったので、また酒を飲まされた。切腹当日に堀内は義士を放置して帰宅してしまい、同僚に馬で連れ戻されている。なお預かり期間中に、堀内は義士たちから聞き取りをして、討ち入りの様子や義士の家族など多くが書き留められている。（『堀内伝右衛門覚書』）
しかし年改まって元禄16年（1703年）2月、「徒党を組み押し入る始末、重々不届きにつき切腹を申し付ける」という旨の命令書を携えた幕府の上使が細川邸に到着する。杉本義鄰『赤穂鍾秀記』では、大石がこの命令書に畏れ入らずに異議を唱えて云返をしたとある。
切腹に当たっても、綱利は「軽き者の介錯では義士達に対して無礼である」として、大石良雄は重臣の安場一平に介錯をさせ、それ以外の者たちも小姓組から介錯人を選んだ。落合勝信『江赤見聞記』には大石良雄の介錯を仕損じ、大石が大声を出したので二度斬りをしたとあるが、細川家の記録では確認できない。
しかし、安場家に伝わる大石の介錯刀には刃こぼれがあり、前当主で全国義士会連合会の会長を務めた安場保雅は「大石の首骨に何度も当たり、斬り落としに時間がかかり苦労した跡である」と記している。
義士達は切腹後、細川邸裏門から出た西にある低地（尾張屋清七版『芝三田二本榎　高輪邉繪圖』では黒く塗られ「ジゴク谷ト云フ」と書かれている）に桶に入れ名付きの札を各桶に縄で結び付けた状態で置かれ、全員が揃うと、俥に載せ前後を足軽で固めて泉岳寺へ搬送された。また別に先乗りとして徒歩頭や中間ら十数人を泉岳寺門前に待機させた。
泉岳寺も「多人数分の埋葬地なく副司が急に存じに付、薮を引除け急にひろめたなり」と記され、長矩墓の隣にある藪の草取りをした跡地に埋葬され、その上に墓石代わりの石を置いた。綱利は葬儀には参列しなかったが、金30両の葬儀料と金50両の布施を泉岳寺に送った。義士たちの墓碑が建造されたのは、切腹から一か月以上が経過した3月8日であった。
幕府より義士達の血で染まった庭を清めるための使者が訪れた際も、綱利は「彼らは細川家の守り神である」として断り、反対する家臣達にも庭を終世そのままで残すように命じて、客人が見えた際には屋敷の名所として紹介したともいわれている。しかし、宝永3年（1706年）、綱利の嫡男・吉利が十代で家督前に早世してしまう。他の子たちも成人した子女を残せず、綱利の血脈は断絶することになる。
さらに、延享4年（1747年）、江戸城中で細川宗孝が板倉勝該に斬殺された。殿中での刃傷にはただでさえ喧嘩両成敗の原則が適用される上、世継ぎまで欠いては細川家は改易必至だった（吉良家が同様の処分）。さらに、板倉の動機は乱心でなく「遺恨」、勝該は切腹したが家臣は残っていた。細川家の窮地を救ったのが浅野家と絶縁関係だった仙台藩主・伊達宗村である。
細川家は内匠頭と赤穂浪士への評価を一変させ、赤穂浪士の遺髪を頂いて建立した墓や供養施設が悉く破却されており、当時の遺構は殆ど残っていない（ただし、赤穂浪士の遺髪については、細川家で赤穂浪士の接待役を担当した堀内伝右衛門も分与されていた。堀内の菩提寺である日輪寺に建てられた供養塔・遺髪塔は、享保年間に堀内氏が処罰され帰農した後も維持され、今なお現存している。伝右衛門の血筋は絶え、堀内氏は士分でなくなったが、山鹿温泉観光協会により毎年２月４日には「日輪寺義士まつり」が行われ、日輪寺でも慰霊祭が行われている。）。一方、泉岳寺も報復として、細川家が寄進した梵鐘を鐘楼から除去し、のちに寺から放出した。
なお、細川家では堀部金丸・堀部武庸の切腹後、堀部家を継いだ堀部言真が召し抱えられ、堀部家はそれ以降、代々、細川家に仕えて、明治維新を迎えている。そして、明治以降の堀部家には、明治27年（1894年）に第九国立銀行の頭取となった堀部直臣などがいる。ただし養子が入っているので、金丸や武庸の血脈ではない。
明治に入ってからも細川邸跡はそのまま放置された状態だったが、第二次世界大戦後は徐々に整備され、平成10年（1998年）に東京都港区教育委員会と中央義士会など有志により「大石良雄外十六人忠烈の跡」石碑が設置された。住宅地（高輪アパート）のため、現在は「不法投棄の禁止」を記した看板が碑前にあり「献花禁止」との文言もあるので、要注意。また、切腹跡地には墓の台座部分（四角い芝台石）と供養塔の残滓（角が丸くなり刻銘が消滅した石）と思われる石の集まりがあるが、私有地なので一般人は入れない。

## 人物評
- 「道理ヲ知ラザル愚ノ将ナリ」[17]「諸芸専ラナレトモ、文学ノ沙汰ナシ」[18]。ただし、綱利の血筋が全て絶えており、反論できる立場のものが皆無なため、一方的な「愚評」となっている。
- 藩の記録に「綱利のせいで藩財政は破綻寸前となった」旨の内容がある。実際、1712年(正徳2年)には37万両余の借金があり、商人からの公訴がおきている[19]。

## 遺品
- 「細川綱利所用甲冑」 - 武芸を奨励した綱利は、自身用の甲冑も作らせていた（永青文庫博物館）。不定期に一般公開もされている。
- 「細川綱利像」 - 同じく永青文庫蔵。（本記事の右上画像）

## 系譜
- 父：細川光尚（1619年 - 1650年）
- 母：清高院 - 清水氏
- 正室：犬姫（1634年 - 1675年）、本源院 - 松平頼重の養女、徳川頼房の九女、松平頼重の異母妹
  - 長女：松平頼路正室
  - 次女：密姫 - 酒井忠真正室
  - 三女：松 - 西園寺公満の子と婚約するも17歳で没
  - 四女：細川利重養女 - 松平直丘正室
  - 五女：吉姫 - 真性院、細川利昌正室
- 側室：熊 - 仁田氏
  - 次男：細川吉利（1689年 - 1706年）
  - 女子：清水勝貞室
- 養子
  - 男子：細川宣紀（1676年 - 1732年） - 前名・利武、細川利重の次男
  - 女子：久我惟通室 -  細川利重の娘
  - 女子：初 - 松平定基正室、松平直丘の娘

## 登場する作品
- 元禄繚乱 - 平成11年（1999年）NHK大河ドラマ、演：菅原文太